# Моро д'Алба
Моро д'Алба (итал. Morro d'Alba) насеље је у Италији у округу Анкона, региону Марке.
Према процени из 2011. у насељу је живело 1581 становника. Насеље се налази на надморској висини од 192 м.

## Становништво
Према резултатима пописа становништва 2011. у општини је живело 1.977 становника.
| 1936. | 1951. | 1961. | 1971. | 1981. | 1991. | 2001. | 2011. |
| ----- | ----- | ----- | ----- | ----- | ----- | ----- | ----- |
| 2.646 | 2.700 | 2.410 | 1.875 | 1.745 | 1.668 | 1.776 | 1.977 |